# یحیی بن عدی
یحیی بن عدی (۲۷۲ش – ۳۶۴ ش ۸۹۳–۹۷۴ م) پزشک فیلسوف و مترجم بوده است. وی از مترجمین نهضت ترجمه بوده و در دارالحکمه حضور پیدا می‌کرده است.
وی در تکریت متولد شد و خانواده او از مسیحیان یعقوبی سوری بودند.
یحی بن عدی هم‌عصر ابن الندیم بود.* او بعضی آثار ارسطو و افلاطون را به زبان عربی ترجمه کرد و در علم منطق سرآمد هم‌عصران خود بود. برخی از مورخان معتقدند که وی طب و منطق را نزد رازی آموخته است.
از دیگر استادان او ابی بشر متی بن یونس و ابونصر فارابی را نام می‌برند. ابن قفطی چهل کتاب از او برشمرده است.
ابن‌الندیم از تفسیر طوبیقای ارسطو و مقالهٔ در بحوث اربعه و رسالهٔ در نقض حجج قائلین به تعلق افعال بخدای تعالی را نام برده است.
وی ترجمه متی بن یونس را از شرح تمیستیوس بر (السما و العالم) ارسطو اصلاح کرد و شرح اسکندر افرودیسی (ن ک نیمه اول سده سوم) را بر آثار العلویه ارسطو به عربی برگرداند. ابن عدی در هشتاد و یک سالگی درگذشت و در بغداد به خاک سپرده شده است.